# Look Away (Darude)
Look Away è un singolo del disc jockey finlandese Darude e del cantante finlandese Sebastian Rejman, pubblicato il 22 febbraio 2019 su etichetta discografica Armada Music.
Scritto dagli stessi interpreti, il 29 gennaio 2019 è stato confermato che Darude insieme a Sebastian Rejman sono stati selezionati internamente dall'ente YLE come rappresentanti finlandesi per l'Eurovision Song Contest. Il brano è stato composto per Uuden Musiikin Kilpailu 2019, il processo di selezione finlandese per la manifestazione europea, e ha vinto contro le altre due potenziali proposte, ottenendo il diritto di rappresentare la Finlandia all'Eurovision Song Contest 2019 a Tel Aviv, in Israele.
All'Eurovision i due si sono esibiti nella prima semifinale del 14 maggio, ma non si sono qualificati per la finale, piazzandosi ultimi su 17 partecipanti con 23 punti totalizzati, di cui 14 dal televoto e 9 dalle giurie. Sono risultati i più votati dal pubblico estone.

## Tracce
Download digitale
1. Look Away – 2:59